# Iryna Mychaltschenko
Iryna Stanislawiwna Mychaltschenko (ukrainisch Ірина Станіславівна Михальченко, wiss. Transliteration Iryna Stanislavivna Mychalʹčenko, engl. Transkription Iryna Mykhalchenko; * 20. Januar 1972) ist eine ukrainische Hochspringerin.
Nachdem sie bei den Leichtathletik-Weltmeisterschaften 1999 in Sevilla ebenso in der Qualifikation ausgeschieden war wie bei den Olympischen Spielen 2000 in Sydney, wurde sie bei den Europameisterschaften 2002 in München Neunte.
Es folgten jeweils ein fünfter Platz bei den Leichtathletik-Hallenweltmeisterschaften 2003 in Birmingham und bei den Olympischen Spielen 2004 in Athen. Bei den Weltmeisterschaften 2005 in Helsinki wurde sie Zwölfte, bei den Europameisterschaften 2006 in Göteborg Sechste.
Ihre Bestleistung steht im Freien bei 2,01 m, erzielt am 18. Juli 2004 in Eberstadt. In der Halle erreichte sie am 18. Februar 2003 in Stockholm 1,97 m.